# Brett Novak
Brett Novak (Chicago, ?) és un director de cinema independent a més de ser un editor de vídeos especialitzat en el vídeo art i en els efectes visuals. En la seva obra predominen els vídeos de monopatins, on ha aconseguit milers de visites a Internet, ja que aporta un enfocament molt personal que fa que es distanciï de l'estil més clàssic dels vídeos d'aquest tipus. Ha treballat per tot el món, i recentment una obra realitzada a l'Índia li va donar molta popularitat a Internet. També ha aconseguit notorietat a partir de a espots comercials i musicals. Nascut i criat a Chicago, viu actualment a Los Angeles.
Novak va nàixer i créixer a Chicago i des dels 14 anys que va començar a fer petits vídeos sobre patinadors. Al principi es mostraven petits trucs amb so ambient i música de fons. A poc a poc, va anar perfeccionat l'estil, amb un punt de vista més personal. Tot i que el patinador mai perd importància, cada cop se centra més en l'entorn que l'envolta. De fet, aquest entorn deixa de ser un ambient tradicional per fer skate, com pot ser un skatepark, i guanya importància elements urbans, com poden ser llocs abandonats o ciutats de cultures diferents a la seva. Novak viu actualment a Los Angeles.

## Trajectòria
Els elements que envolten al patinador són cada cop més important, de tal manera que un vídeo seu és un viatge a un indret del món. A més, la música que utilitza tampoc és habitual en els vídeos de skate. Si normalment aquests tenen un música agressiva com el punk, el hardcore o el hip-hop, Brett Novak utilitza una música tranquil·la i relaxant. Tècnicament una de les característiques més habituals és que grava a molts fotogrames per segon (de 60 a 720) i després els emet a 24. d'aquesta manera aconsegueix fer un alentiment de gran qualitat. Juga també amb tonalitats i contrastos. En molts dels seus plans no incorpora cap imatge de la persona que patina, sinó del paisatge fixe, o de les persones que puguin estar en aquell moment a aquell lloc fent activitats quotidianes. Una altra de les característiques típica dels vídeos de skate és que normalment estan gravats amb objectius ull de peix o grans angulars. Bredd en canvi, juga amb la profunditat de camp i mai fa servir objectius que deformin la imatge. Busca d'aquesta manera el realisme.
Brett Novak ha combinat la seva carrera com a vídeo artista independent amb una extensa obra, i professional del grafisme per la indústria cinematogràfica, la publicitat i productores discogràfiques.
Com a creador independent, Brett realitza una obra basada en el món de l'skate, o entren en escena elements comuns. El paisatge, la decadència de certs llocs del món, diferents realitats socials i culturals són també protagonistes, més enllà de les maniobres que fa el protagonista.
Com a professional, ha treballat en nombroses produccions audiovisuals com a director o com a Editor d'efectes especials o fet la postproducció:
Freelance
- Director i muntador d'anuncis publicitaris de les següents marques: Mercedes-Benz, Audi, Volkswagen, Google, Warner Brothers, Powell Peralta, HBF
- Post-producció i efectes especials: Vídeos musicals d'artistes i grups com Lady Gaga, Jennifer Lopez, Britney Spears, Beyoncé Knowles, Kanye West, Blink 182, Lil Wayne, Flo Rida, Paramore, Sara Bareilles, Duffy.

Pel·lícules
- Act Of Valor (2012): Efectes especials
- The Devil Inside (2012): Efectes especials, Títols i credits
- Concrete Circus (2011): Va participar en la direcció d'una petita peça.
- Water for Elephants (2011): Efectes visuals i treball artistic.
- "King of Luck" Feature documentary on Willie Nelson (2010): Motion Graphics

Curtmetratges
- Lakai/Transworld Award winning Skate and Create Short Film: Lakairomania (2010): Efectes especials
- Emerica - "Stay Gold" Film (2010):Efectes especials
- Lakai Skateboards (2008): Efectes especials. Visual Effects for the "Floating Camera" short found on the "Fully Flared" (Spike Jonze, Ty Evans) Blu-ray.

TV o altres
- Keith's Tattoo Turnaround (2012 - TV Show): Director de fotografia.
- Ford Mustang (2009): Efectes especials.
- The Skateboard Mag, Slam Magazine (2009): treball fotografic.
- BIZARRE TV (2009): Efectes especials per "Bizarre Television Teaser".
- Lead Visual Effects Artist
- Bandito Brothers

A més, editor d'efectes especials per a espots comercials com són: Act of Valor Feature Film (2010), Terminator Salvation Campaign, Ford Focus, Fusion, Mustang and Taurus, BMW, Volkswagen,Mountain Dew, NASCAR, Talladega, Navy, Navy Seals, Navy Athletes, Kellogs, Corn Pops, GoGurt, Seventh Generation.